# François Bozizé

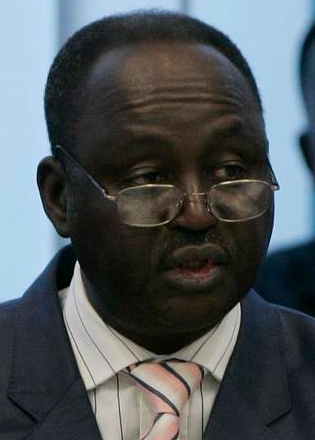
François Bozizé

François Bozizé Yangouvonda (Mouila, Gabon, 14 oktober 1946) is een voormalig president van de Centraal-Afrikaanse Republiek.

Hij kwam aan de macht in maart 2003 na het leiden van een opstand tegen president Ange-Félix Patassé. Na een overgangsperiode won Bozizé in 2005 de presidentsverkiezingen. Er was wel een tweede ronde nodig, omdat hij in de eerste ronde niet de meerderheid van de stemmen had gekregen. Op 24 maart 2013 vluchtte Bozizé naar de Democratische Republiek Congo, omdat rebellen het presidentieel paleis beschoten en innamen.

Bozizé werd opgevolgd door rebellenleider Michel Djotodia.